# 聖若翰·喇沙
聖若翰·喇沙，或稱聖若翰洗者喇沙（法語：St. Jean-Baptiste de la Salle，1651年4月30日—1719年4月7日）法國教士、教育家和改革者，天主教組織喇沙會的創辦人。他是一位罗马天主教会尊奉的圣人，是教师的主保圣人。
他致力為貧窮的學生提供免費的教育。在過程中，他為法國的教育實踐立下了標準，寫下很多具有創見的反思、答問錄、禮儀指導和其他教學資源，也帶起了18至19世紀很多專事教育的宗教團體。

## 早年生活
喇沙于1651年4月30日生于法国兰斯一个富裕的家庭，是家中最大的孩子。喇沙在11岁时剃髮出家，當他只有15歲的時候，就已被任命為蘭斯座堂的詠禱司鐸。1669年7月10日，喇沙被送往Collège des Bons-Enfants学习，并在那里取得了艺术学士学位。当他完成了他的古典学、文学还有哲学课程后，他被送往巴黎进入Seminary of Saint-Sulpice学习，时在1670年10月18日。不幸的是，他的双亲接连去世，他的母亲于1671年7月19日去世，父亲于1672年4月9日去世。喇沙被迫于1672年4月19日离开学校，并支撑起自己的家庭，承担起教育自己四个弟弟和两个妹妹的责任，那时他还只有21岁。
在1678年4月9日，27岁的喇沙完成了他的神学课程，并正式升為神父。兩年之後，他獲得了神學博士學位。
喇沙具有纯净的品德，有文化的头脑，卓越的行动力，并能将个人的成功很好地在谦卑与对他人的温柔中平衡好。喇沙在外貌上也具有领袖气质，高高的个子，蓝色的、目光锐利的双眼，以及宽阔的额头。
不久之後，喇沙放棄了在蘭斯的詠禱司鐸職務，創立了一個專注教育的宗教會社，並在一個特別寒冷的冬天把自己的所有的財產分發給窮人。

## 圣婴耶稣修女会
喇沙在教育事业上的成就是一点一点地积累起来的，甚至在起初他都没有考虑过会为此倾尽一生。在他那个时代，社会上贫富不均的现象十分严重。若翰·喇沙相信教育能给人们希望与机会，有尊严和自由地过更好的生活。
那时，刚成立的圣婴耶稣修女会是一个致力于为病患服务、为贫穷女孩提供教育的宗教团体。喇沙在修会的建立中帮了他们很多，并作为他们的小堂司铎与听告解司铎。在此过程中，他于1679年认识了教育家Adrian Nyel。日后，帮助Adrian Nyel在他家乡为穷人们建立一座学校这件事，成为了他一生为教育事业付出的开始。

## 基督学校修士会

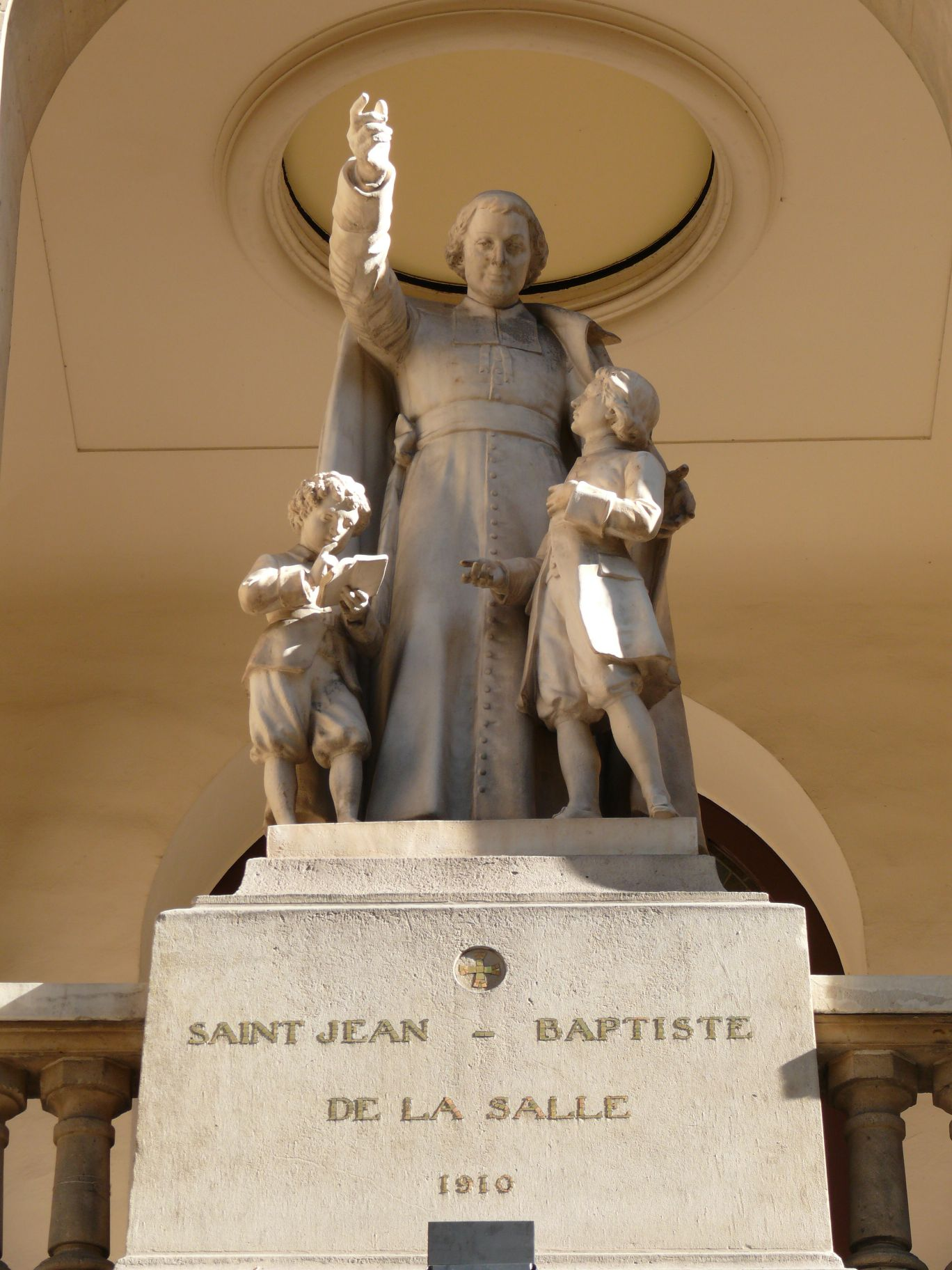
若翰·喇沙的雕像，位于法国巴黎聖若翰·喇沙教堂。

當時，教育都是以家庭教師的形式向貴族子女提供的，穷人孩子们的未来是渺茫的。喇沙被孩子们的困境深深地触动，下定决心将他自己的天赋和才华献给教育孩子上。
喇沙知道兰斯的教师们缺乏领导和训练，故此他自己越来越频繁地帮助他们。从1680年开始，他常常在自家里邀请教师们一起用餐，并鼓励、指导他们的工作。1681年，他更近了一步，他邀请教师们到他家里与他一起居住生活。这让他的家人和亲戚们感到震惊，因为在当时不同社会阶层间的接触是不被容许的。一年之后，他的房子在一次失败的诉讼里被拍卖，喇沙只好租了一个房子，讓教师们搬到那里去住。
借此机会，喇沙组建起一个新的宗教团体——基督教學校修士會，一般被稱為喇沙會、喇沙修士會等。是第一個全由修士組成的天主教組織。

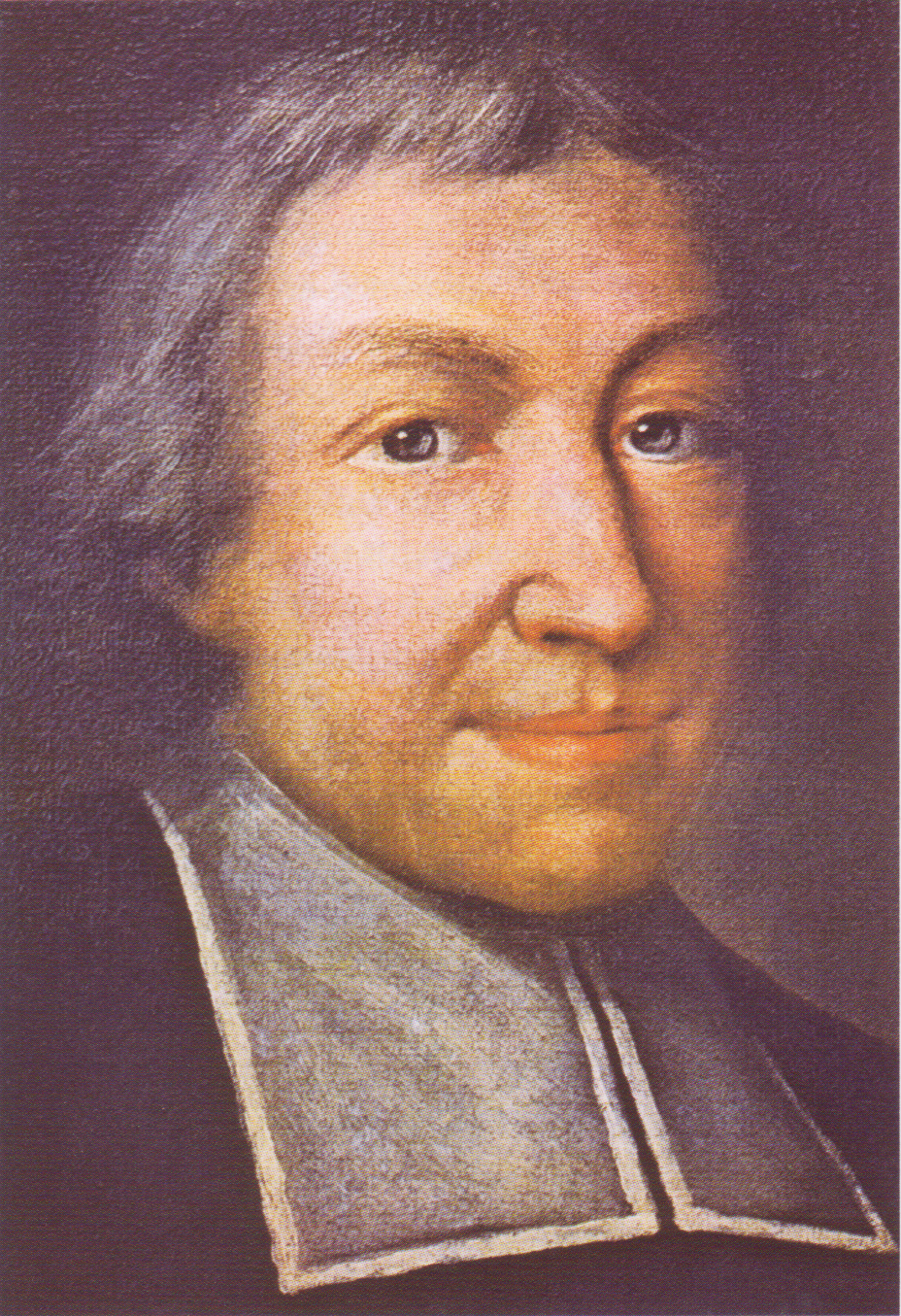
聖若翰．喇沙畫像，1734年（喇沙逝世後15年）由 Pierre Léger 繪畫

喇沙曾這樣寫道：“我曾經想像我要為學校和教員做的，不過是竭盡所能去挽留他們，並確保他們熱誠、專注於他們的工作……的確，如果我想像到我對他們出於慈善的照顧，竟使我有責任和他們一起生活的話，我一定會放棄這個計劃……以智慧和沉著指引一切的天主，並不會強迫人改變想法。祂為了使我專注於學校的發展，長期潛移默化地改變著我，令我不能預見自己會做的事。”
喇沙的事业受到了来自教会学权威方面的反对，他们反对以这种平信徒做奉献的形式来组建免费学校。教育机构也仇恨他创新型的教育方法与免费教育的理念。尽管如此，喇沙和会士们越过重重困难，在法国全境都建立起学校。

1685年，喇沙于法国兰斯开办了第一座通常意义上的师范院校，為教師提供培訓。
由于长久的持守苦行与过度的工作，喇沙积劳成疾，于1719年耶稣受难节逝世于鲁昂附近的Saint Yon，离他68岁生日仅差三周。

## 列圣品
1900年5月24日，教宗良十三世封喇沙為聖人，他的紀念節日在4月7日，而在喇沙會的機構則為5月15日。
1950年，教宗庇護十二世宣告他為所有教師的主保聖人。

## 事业与遗产
喇沙是現代教育理論的創建者之一。
現在，喇沙會在全球大約有6000名修士和75,000名世俗和宗教人員，在84個國家、1000間教育機構擔任教師、輔導員和其他教職，為900,000多位學生提供教育，把創辦人喇沙的事業延續到21世紀。

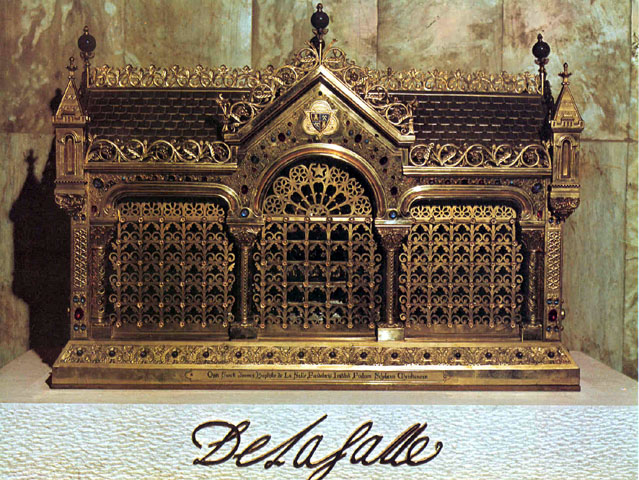
聖若翰·喇沙位于意大利罗马 Casa Generaliza 的圣髑

## 扩展阅读
- Salm FSC, Luke, The Work Is Yours: The Life of Saint Jean Baptist de La Salle, Christian Brothers Publications, 1989
- Van Grieken FSC,George, "Touching the Hearts of the Students: Characteristics of Lasallian Schools", Christian Brothers Conference, 1999.
- Koch, Carl; Calligan FSC, Jeffrey; Gros, Jeffrey, "John Baptist de La Salle: The Spirituality of Christian Education", Paulist Press, 2004.
- Calcutt FSC, Alfred, "De La Salle: A City Saint and the Liberation of the Poor Through Education", De La Salle Publications, Oxford. 1993.